# الكسندر إتش. رايس
الكسندر إتش. رايس هو سياسي أمريكي، ولد في 30 أغسطس 1818 في نيوتن في الولايات المتحدة، وتوفي في 22 يوليو 1895 في ميلروز في الولايات المتحدة. نشط حزبياً في الحزب الجمهوري. وقد انتخب حاكم ماساتشوستس ‏ (6 يناير 1876 – 2 يناير 1879) وانتخب عضو مجلس النواب الأمريكي ‏.